# Yu Zhiying

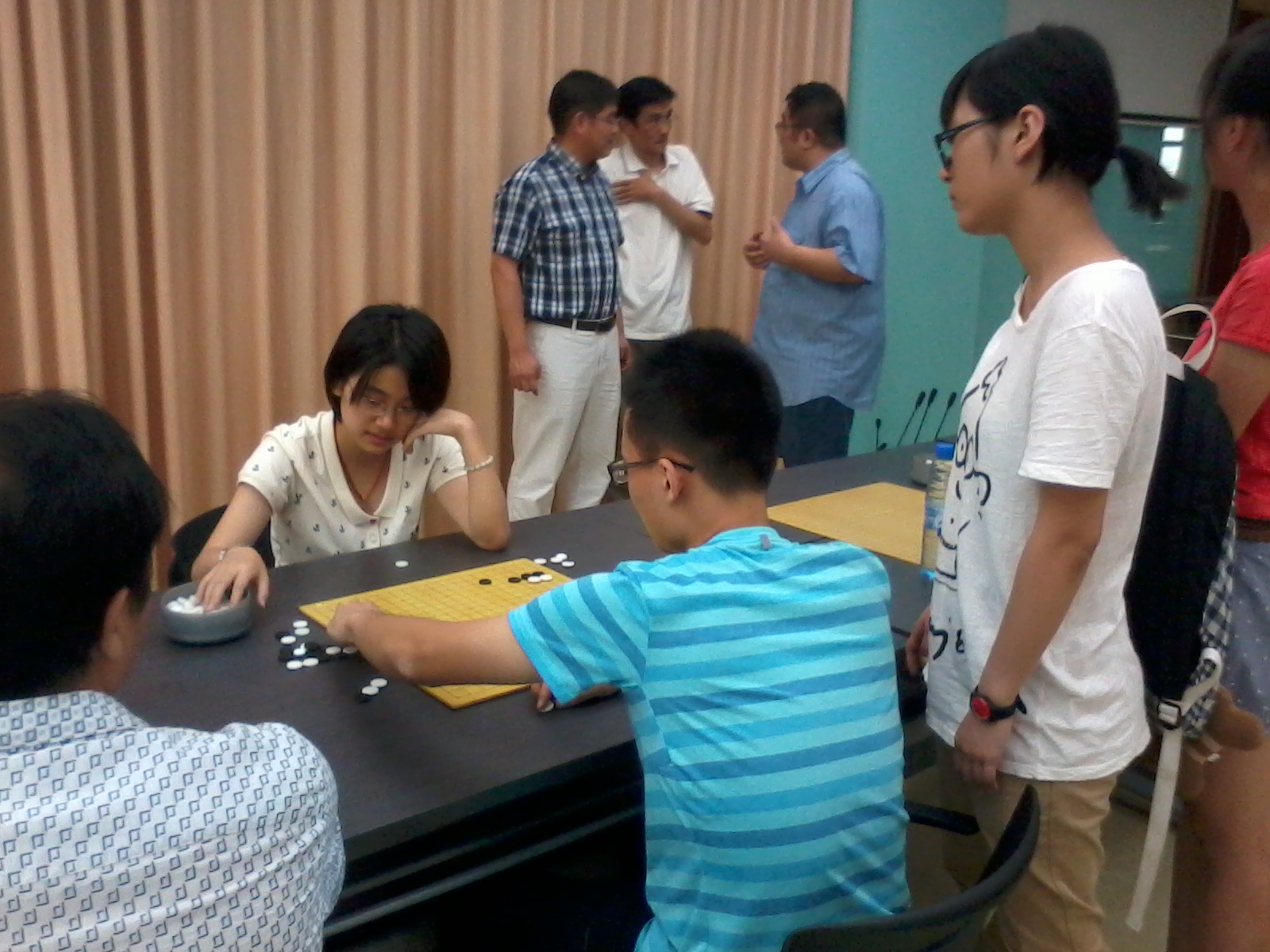
Yu Zhiying – 於之莹, Wuxi 2014

Yu Zhiying (chinesisch 於之瑩 / 於之莹, Pinyin Yú Zhīyíng; * 23. November 1997 in Jiangsu, Volksrepublik China) ist seit 2010 professionelle Go-Spielerin. 2013 bis 2016 führte sie die weltweite Bestenliste der Frauen mit einer Elo-Zahl von zeitweilig 3305 an. Seit 2017 belegt sie bei den Frauen Platz zwei nach Choi Jeong. In der Gesamtliste (Männer und Frauen zusammen) belegt sie aktuell Platz 129 (Stand Januar 2024).
2015 gewann sie mit dem 6th Bingsheng Cup ihr erstes internationales Turnier.
2022 gewann sie die Erstauflage des Teamwettbewerbs des Hoban Cup.